# ピカーダ (コロンビア料理)

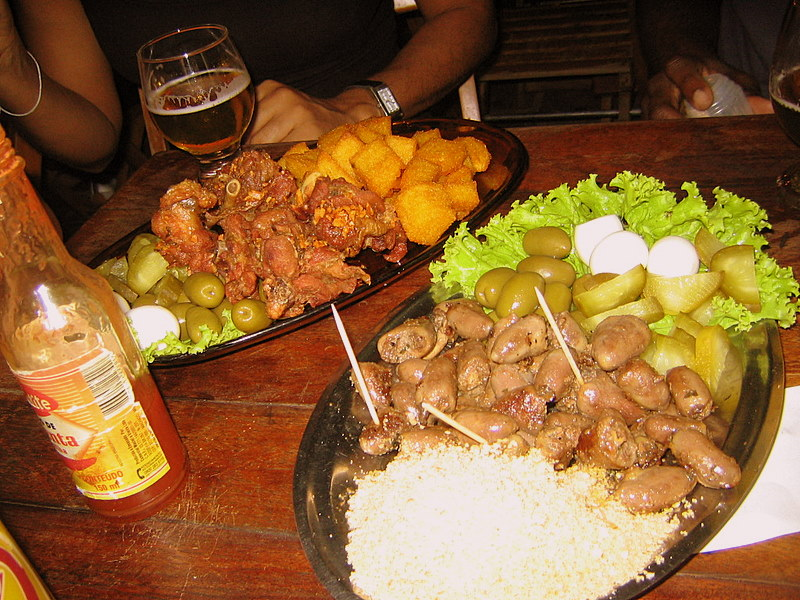
ピカーダ

ピカーダ(Picada)またはピカーダ・コロンビアーナ(Picada Colombiana)は、コロンビアの料理である。ステーキ、鶏肉、アレパ、ジャガイモ、キャッサバ、モルシージャ、チョリソー、プランテン等を一口大に切って盛り合わせる。ピカーダという語は、スペイン語で「刻む」という意味である。しばしば大皿に盛り、人々が集まった際や特別な機会に食べる。
魚介を使ったpicada del marもある。